# Sagittaria demersa
Sagittaria demersa är en svaltingväxtart som beskrevs av Jared Gage Smith. Sagittaria demersa ingår i släktet pilbladssläktet, och familjen svaltingväxter. Inga underarter finns listade.